# Untrienni
L'untrienni o untriennium (símbol Ute) és el nom sistemàtic que la IUPAC dona a l'hipotètic element químic amb nombre atòmic 139.
Aquest element del 8è període de la taula periòdica pertanyeria a la família dels superactínids i formaria part dels elements del bloc f segons la regla de Klechkowski, però del bloc g segons el mètode Hartree-Fock; és aquesta darrera opció la que es conserva a la informació que hi ha al costat.
A mesura que s’allunya de l'illa d'estabilitat (no superior a Z ≈ 127), els àtoms sintetitzats haurien de ser ràpidament extremadament inestables, fins al punt que Z ≈ 130 se cita amb freqüència com a límit "experimental" de l'existència pràctica d'aquests elements; per tant, no és segur que l'element 139 es pugui detectar algun dia amb eficàcia.

## Classificació alternativa
Una classificació alternativa d’elements, inicialment proposada per Fricke et al. el 1971, després revisada per Pekka Pyykkö el 2011, situa els elements 139 i 140 no al bloc g ni al bloc f, sinó al bloc p:

Taula periòdica dels elements proposats per P. Pyykkö.